# Chaenomugil proboscideus
La lisa hocicona es la especie Chaenomugil proboscideus, la única del género Chaenomugil, un pez marino de la familia mugílidos, distribuida por la costa este del océano Pacífico desde Panamá hasta el norte de México y las islas Revillagigedo.

## Importancia para el hombre
Es pescado pero con poca importancia comercial, habitual en los mercados de Panamá, teniendo un precio medio en el mercado. Probablemente en capturado accidentalmente cuando se pescan otros mugílidos.

## Anatomía
Con un cuerpo esbelto, la longitud máxima descrita es de 22 cm.

## Hábitat y biología
Vive en aguas tropicales marinas, en ambiente nerítico-pelágico. Habita las zonas rocosas del litoral, donde se alimenta ramoneando las algas que crecen en las rocas raspándolas con sus especializados dientes.
Son ovíparos, siendo los huevos pelágicos y no adhesivos.